# Rebecca Ndjoze-Ojo
Rebecca Kapitire Ndjoze-Ojo (sinh ngày 18 tháng 3 năm 1956 tại Windhoek, Namibia) là một nữ chính trị gia và nhà giáo dục người Namibia. Là một thành viên của đảng cầm quyền SWAPO, Ndjoze-Ojo đã là thành viên của Quốc hội Namibia và được cử làm Thứ trưởng Bộ Giáo dục của quốc gia này từ năm 2005.

## Sự nghiệp
Từ năm 1978 đến năm 1986, Ndjoze-Ojo đã giảng dạy tại nhiều trường trung học ở các thị trấn tập trung người da đen của Windhoek là Katutura và Khomasdal. Rời Namibia vào năm 1986, bà chuyển đến Nigeria, nơi bà học và dạy tại Đại học Ahmadu Bello ở Zaria.
Rebecca Kapitire Ndjoze-Ojo quay trở về Namibia vào năm 1996 và bắt đầu làm việc cho khoa ngôn ngữ của trường Đại học Namibia, đó là chuyên môn của bà. Là một chuyên gia về chính sách ngôn ngữ, bà đã thúc đẩy việc sử dụng các ngôn ngữ bản địa của Namibia trong nền giáo dục đa sắc tộc của nước này.
Trước cuộc bầu cử năm 2004, bà được đưa vào danh sách bầu cử cho đảng SWAPO cầm quyền. Kết quả đảng SWAPO có được 55 ghế trong số 72 ghế và Ndjoze-Ojo trở thành một thành viên của Quốc hội Namibia. Sau đó, bà chính thức được chọn làm Thứ trưởng Bộ Giáo dục của quốc gia châu Phi này.
Hiện nay, Ndjoze-Ojo là Hiệu trưởng của Trường Công giáo La Mã nổi tiếng, St Pauls ở Windhoek.